# Nabi Ilyas
Nabi Ilyas (àrab: خربة النبي الياس, Ḫirbat an-Nabī Ilyās) és una vila palestina de la governació de Qalqilya, a Cisjordània, situada 2 kilòmetres a l'est de Qalqilya. Segons l'Oficina Central Palestina d'Estadístiques tenia 1.458 habitants el 2016. El 25.6% de la població de Nabi Ilyas en 1997 eren refugiats palestins.
Els serveis sanitaris de Nabi Ilyas són a Qalqilya i designats com a MoH nivell 4; hi ha dues clíniques, una de la UNRWA i l'altra del Ministeri Palestí de Salud.

## Història
La vila està situada en un lloc antic. S'hi ha trobat cisternes i tombes tallades a la roca, juntament amb ceràmica d'època romana d'Orient.
En 1882 el Survey of Western Palestine del Fons per a l'Exploració de Palestina descriu «Neby Elyas» com «Parets i pous, amb una kubbeh en ruïnes.»
En 1945, durant el Mandat Britànic de Palestina, la població es va comptar juntament amb la d'Azzun.
Tot i que les preocupacions per la seguretat durant l'aixecament palestí del 2000 van allunyar els compradors israelians durant anys, com que ara els atacs a israelians són poc freqüents a Cisjordània, els compradors israelians s'han aventurat en una zona coneguda com el paradís dels buscadors de gangues. Nabi Elyas es beneficia d'una afluència de compradors jueus amb preus barats i segueix mantenint-se fora de les principals ciutats palestines per les normes de seguretat israelianes. També hi ha ofertes de productes alimentaris, mobles i fins i tot de tractament dental a Nabi Elyas, que està ple d'automòbils d'Israel, especialment durant els caps de setmana.